# Carnival Luminosa
Die Carnival Luminosa ist ein Kreuzfahrtschiff der Carnival Cruise Line. Es wurde im Jahr 2009 als Costa Luminosa für Costa Crociere in Dienst gestellt und wurde bis zum Wechsel zur Schwestermarke Carnival 2022 von der Reederei betrieben.

## Geschichte

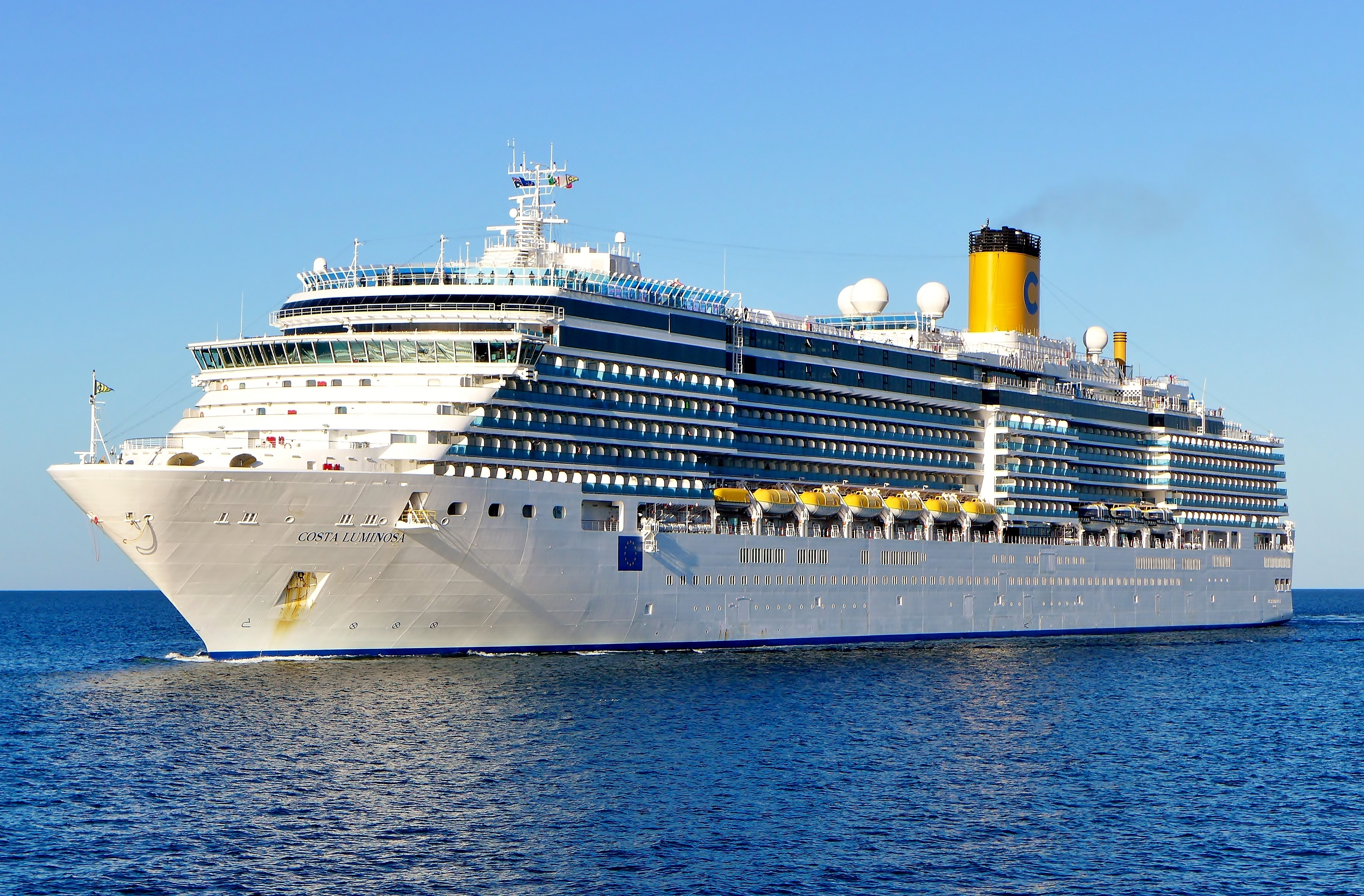
Das Schiff als Costa Luminosa in Fremantle (2016)

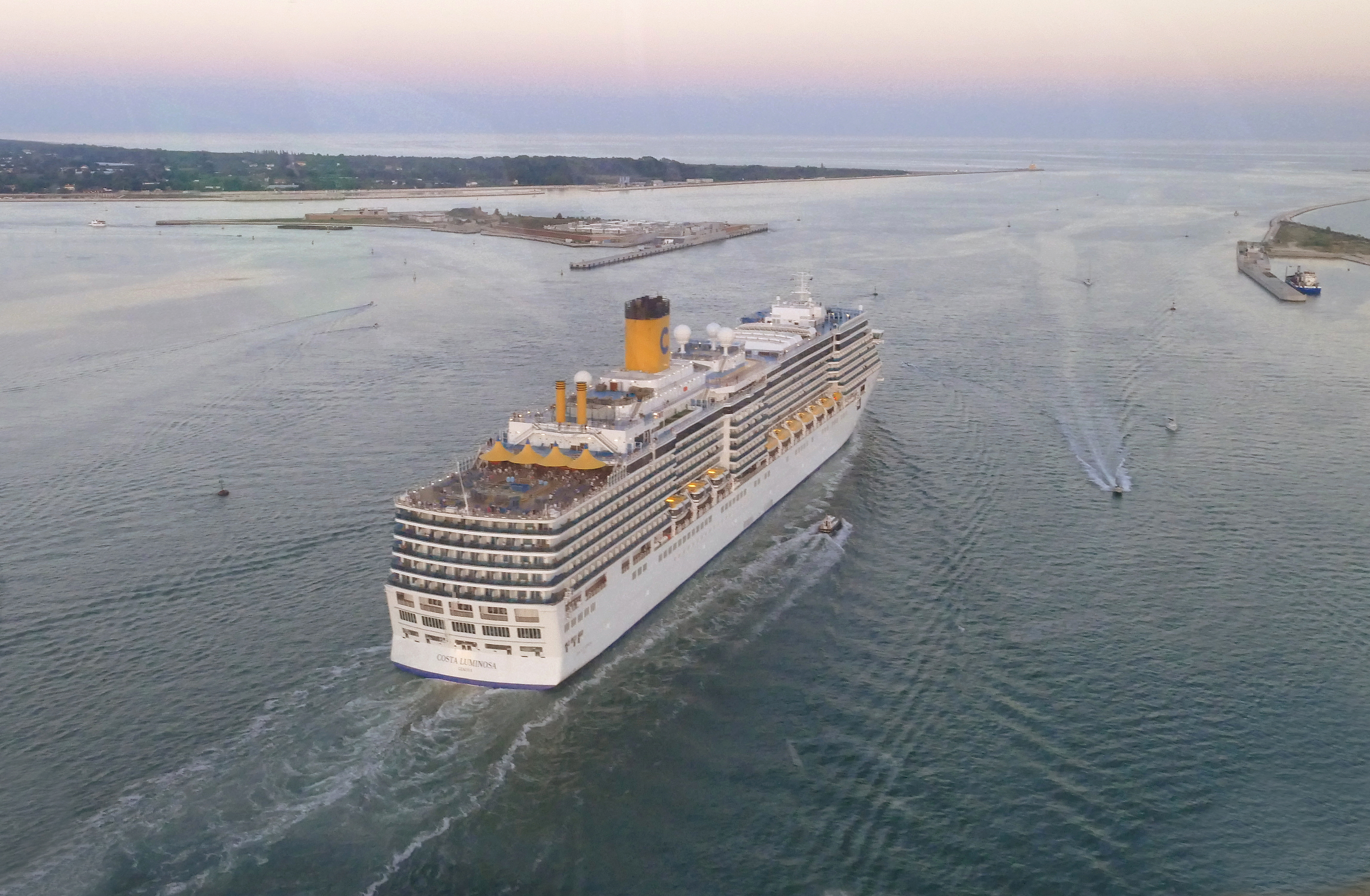
Die Costa Luminosa vor Venedig, von einem Tragschrauber aus fotografiert

Das Schiff wurde am 5. Oktober 2007 auf Kiel gelegt und am 30. Juni 2008 ausgedockt. Am 1. Mai 2009 wurde die Costa Luminosa abgeliefert und am 5. Mai 2009 in Venedig in Dienst gestellt. Die Taufe der Costa Lumiosa fand am 5. Juni 2009 in Genua gemeinsam mit der Costa Pacifica statt. Die Taufpatin der Costa Luminosa war die vierfache Fecht-Olympiasiegerin Valentina Vezzali. Die Taufe wurde auch live im Internet übertragen. Vorher machten die zwei Schiffe bereits einmal Schlagzeilen, weil sie als erste Schiffe weltweit zeitgleich zu Wasser gelassen wurden.
Im Juni 2022 wurde bekanntgegeben, dass das Schiff nach der Übergabe im September ab November 2022 von der Schwestergesellschaft Carnival Cruise Line als Carnival Luminosa eingesetzt werden soll. Das Schiff wurde am 8. September 2022 in Palermo übergeben und anschließend in Carnival Luminosa umbenannt. Nach einem Umbau nahm das Schiff im am 6. November 2022 in Brisbane den Betrieb auf.

### Zwischenfälle

#### Zwischenfall 2014
Am 11. Dezember 2014 kam es mitten im Nordatlantik zu einem Brand im Maschinenraum an einer Hauptmaschine. Der Brand konnte von der Crew gelöscht werden. Bei dem Zwischenfall wurden keine Menschen verletzt.

#### Coronavirus 2020
Im Zuge der COVID-19-Pandemie im Frühjahr 2020 war neben anderen Kreuzfahrtschiffen auch die Costa Luminosa von Infektionen betroffen. Die Betreiber hatten das Schiff am 5. März 2020 aus Fort Lauderdale auslaufen lassen, von wo es über Antigua, Puerto Rico, die Kanaren, Málaga und Marseille nach Venedig laufen sollte. Bereits am 8. März in Puerto Rico musste eine Passagierin mit Anzeichen einer COVID-19-Erkrankung von Bord in ein Krankenhaus gebracht werden, wo sie Tage später, am 21. März verstarb. Ein Passagier der auf der vorangegangenen Route des Schiffes mitgefahren war, verstarb ebenfalls am 21. März auf den Cayman Islands an den Folgen einer COVID-19-Erkrankung. Auf den Kanarischen Inseln mussten mehrere Passagiere mit Symptomen der Erkrankung das Schiff verlassen. Am 20. März legte das Schiff in Marseille an, 24 Besatzungsmitglieder und etwa 50 Passagiere zeigten bis dahin Symptome einer Ansteckung mit COVID-19. Von Marseille aus wurden die Passagiere in Gruppen zum Flughafen gebracht, um von dort in ihre Heimatländer zu fliegen. Drei Passagiere des Schiffes, die man auf den Linienflug in die USA schickte, waren positiv auf das Virus getestet worden, ihre Ergebnisse trafen aber erst ein, als ihr Flug bereits in der Luft war. Nach der Landung in Atlanta mussten die Passagiere 3 Stunden im Flugzeug warten, bevor die Kranken aus der Maschine geholt wurden. Die übrigen mussten Angaben zu ihrem Gesundheitszustand machen und erhielten die Anweisung, sich für 14 Tage selbstständig in Quarantäne zu begeben, bevor sie nach Messung ihrer Temperatur den Flughafen verlassen konnten.

## Das Schiff

### Ausstattung
Das Schiff verfügt an Bord über ein Wellness-Center, Samsara Spa genannt, mit einer Größe von 3500 m². Es bietet zwei Swimmingpools, einer davon mit einfahrbarem Dach, und vier Whirlpools. Ein Theater im Bugbereich erstreckt sich über drei Decks. Außerdem verfügt es über einen 18-Loch-Golf-Simulator, eine Neuerung an Bord eines Kreuzfahrtschiffs der Reederei Costa Crociere.
In der zentralen Halle, die über alle Decks oberhalb Deck 2 reicht und in der drei gläserne Fahrstühle angebracht sind, ist die 910 kg schwere Bronzestatue „Donna sdraiata 2004“ von Fernando Botero aufgestellt und deren Entstehung in einem neunteiligen Fotozyklus im Treppenhaus dokumentiert.

### Stil
Das Schiff stand bei Costa Crociere im Zeichen des Lichts. So waren die Namen der Decks italienische Wörter für Farben. Weiterhin  gibt es auf dem Schiff 120 tropfenförmige Leuchter aus Muranoglas und über 3.100 Meter LED-Leuchten.

## Schwesterschiff
- Costa Deliziosa